# Трумс
Трумс (норв. Troms, півн.-саам. Romsa) — один із норвезьких районів (фюльке). Розташовується в центральній частині регіону Нур-Норге (Північна Норвегія). Адміністративний центр — місто Тромсе. Інші великі міста: Гарстад, Шервей, Балсфер. Межує із фюльке Нурланн на південному заході та Фіннмарк — на північному сході. 
На півдні межує зі шведським леном Норрботтен та з Фінляндією (область Лапландія). На заході його омивають води Норвезького моря (Атлантичний океан). Територія фюльке повністю розташовується за Полярним колом. Фюльке Трумс, як адміністративна одиниця, був заснований у 1866 році.
Населення — головним чином норвежці. Крім того, у структурі населення присутні саами (у внутрішніх районах, а також на узбережжі в північній частині фюльке, де проживають так звані «морські саами»), квени (субетнос фінів) і іммігранти (у тому числі росіяни).
У 2017 році уряд вирішив скасувати деякі округи та об’єднати їх з іншими округами, щоб утворити більші округи, зменшивши кількість округів з 19 до 11, що було реалізовано 1 січня 2020 року. Так Трумс було включено до складу нового округу Трумс-ог-Фіннмарк. 
Проте з 1 січня 2024 року після рішення Стортингу від 14 червня 2022 року стало 15 округів. Зокрема, три з нещодавно об’єднаних округів (Вестфолл-ог-Телемарк, Вікен і Трумс-ог-Фіннмарк) розпалися та замінені своїми раніше об’єднаними округами. Тож округ Трумс відновлено з 2024 року.

## Герб
Сучасний варіант герба затверджений у 1960 році, хоча він має стародавнє коріння: на гербі дворянина Б'яркея, померлого в 1313 році так само був змальований грифон.

## Географія
Трумс розташовується в північній частині Скандинавського півострова. Через значне віддалення від щільно заселених місць континенту фюльке було однією з найменш забруднених територій Європи. У фюльке Трумс дуже порізана берегова лінія Норвезького моря з великими й гористими островами уздовж берега. Починаючи з півдня, найбільшими островами є: північно-східна частина острова Гіннея (південна частина розташована у фюльке Нурланн), Грютея, Сенья, Квалея, Рінгвассея, Рейнея, Ваннея та Арнея.

## Адміністративно-територіальний поділ
Комуни фюльке Трумс
| 1. Балсферд 2. Барду 3. Берг 4. Б'яркей 5. Дюрей 6. Ґратанґен 7. Гарстад 8. Ібестад 9. Коферд 10. Карлсей 11. Квеферд 12. Квенанґен 13. Лаванґен | 1. Ленвік 2. Люнґен 3. Молсельв 4. Нуррейса 5. Саланґен 6. Сконланн 7. Шервей 8. Серрейса 9. Стурфіорд (Стурф'юр) 10. Торскен 11. Траней 12. Тромсе | Kommuneinndelingen i Troms |